# بطولة أمريكا الجنوبية لألعاب القوى 1931
بطولة أمريكا الجنوبية لألعاب القوى 1931 هي النسخة الـ 7 من بطولة أمريكا الجنوبية لألعاب القوى. أقيمت في بوينس آيرس بالأرجنتين. تصدرت الأرجنتين جدول الميداليات برصيد 32 ميدالية منها 16 ذهبية.

## جدول الميداليات
| الترتيب | منتخب      | ذهبية | فضية | برونزية | المجموع |
| ------- | ---------- | ----- | ---- | ------- | ------- |
| 1       | الأرجنتين  | 16    | 10   | 6       | 32      |
| 2       | تشيلي      | 5     | 8    | 10      | 23      |
| 3       | البرازيل   | 2     | 4    | 5       | 11      |
| 4       | الأوروغواي | 0     | 1    | 1       | 2       |
| 5       | بيرو       | 0     | 0    | 1       | 1       |